# Thomas F. Wilson
Thomas Francis Wilson, Jr. (Philadelphia, 15 april 1959) is een Amerikaans acteur, stemacteur, komiek, schilder en musicus. Hij is bij het grote publiek vooral bekend van zijn rol als Biff Tannen in de Back to the Future-trilogie, en als Ben Fredericks uit de serie Freaks and Geeks.

## Biografie
Thomas Wilson werd geboren in Philadelphia en groeide op in Wayne. Hij studeerde aan de Radnor High School, waar hij onder andere toneellessen volgde en voorzitter was van het debatteam. Na zijn middelbare school studeerde hij internationale politiek aan de Arizona State University, maar besloot uiteindelijk dat hij liever acteur wilde worden. Hiervoor volgde hij een opleiding aan de American Academy of Dramatic Arts. Tijdens zijn studie deed hij zijn eerste ervaring op als komiek.
Wilson’s acteercarrière begon met een bijrol in een aflevering van Knight Rider in 1984. In 1985 kreeg hij de rol van Biff Tannen in de eerste Back to the Future-film. Deze rol betekende zijn doorbraak als acteur. Hij vertolkte de rol opnieuw in de twee vervolgfilms, en nam in die films ook de rollen van Biff’s kleinzoon Griff en Biff’s voorouder Buford voor zijn rekening. Verder deed hij de stem van Biff en diens vele voorouders in de animatieserie gebaseerd op de films.
Als stemacteur werkte hij onder andere mee aan Batman: The Animated Series, Gargoyles, The New Batman Adventures en Wing Commander III: Heart of the Tiger. Verder had hij een aantal gastrollen in series als Sabrina the Teenage Witch en Lois and Clark: The New Adventures of Superman. Zijn volgende bekende rol als acteur kwam in de serie Freaks and Geeks, waarin hij sportcoach Ben Fredricks speelde. Enkele van zijn recentste rollen waren in Larry the Cable Guy: Health Inspector en Ghost Whisperer.
Wilson is sinds 1985 getrouwd met Caroline Thomas. Samen hebben ze vier kinderen. In zijn vrije tijd schildert hij graag. In 2006 werd hij uitgenodigd om lid te worden van de California Featured Artist Series in Disneyland.

## Filmografie
- Knight Rider (1983) - Chip
- Back to the Future (1985) - Biff Tannen
- Let's Get Harry (1986) - Bob Pachowski
- April Fool's Day (1986) - Arch Cummings
- Action Jackson (1988) - Officer Kornblau
- Back to the Future Part II (1989) - Biff Tannen/Griff Tannen
- Back to the Future Part III (1990) - Buford "Mad Dog" Tannen/Biff Tannen
- Back to the Future: The Animated Series - Biff Tannen (stem)
- High Strung (1991) - Al Dalby
- Blood In Blood Out (1992) - Det. Rollie
- Batman: The Animated Series (1993) - Tony Zucco
- Camp Nowhere (1994) - Lt. Eliot Hendricks
- Caroline at Midnight (1994) - Officer Keaton
- Born to Be Wild (1995) - Det. Lou Greenburg
- Andersonville (1996) - Thomas Sweet
- That Darn Cat (1997) - Officer Melvin
- Lois & Clark: The New Adventures of Supermanseizoen 4 » aflevering #12 - Lethal Weapon (1997) - Carter Landry
- Men in White (1998) - Ed Klingbottom
- SpongeBob SquarePants (1999) (stem) - Flats the Flounder, Reg, Tattletale Strangler, Tony Fast Sr.
- Freaks and Geeks (1999–2000) - Coach Ben Fredricks
- Crash Bandicoot: The Wrath of Cortex (2001) - Rok-Ko the Earth Elemental
- Two And A Half Men (2003) - Poker Guy
- Atlantis: Milo's Return (2003) (stem) - Carnaby
- The SpongeBob SquarePants Movie (2004) (stem) - Fish #3/Tough Fish #1, Victor
- George Lopez (televisieserie) (2005) - Sonny
- Zoey 101 (2005) - Coach
- Reba (2005) - Ted
- Zoom (2006) - Dylan's Teacher
- Larry the Cable Guy: Health Inspector (2006) - Bart Tatlock
- Still Standing (2006) - Coach
- Back at the Barnyard (2007) - Krowser Krebs (stem)
- House: Whatever it takes (2007; S4 A6) - Vader van patiënte
- The Spectacular Spider-Man (2008) (stem) - Stan Carter
- House Broken (2009) - Fire Chief Henry Decker
- Psych (2009) - Butch
- Batman: The Brave and the Bold (2008–2009) - Sportsmaster, Catman
- The Informant! (2009) - Mark Cheviron
- Marmaduke (2010) (stem)
- Spider-Man: Shattered Dimensions (2010) - Electro
- Rio (2011) (stem) - Trapped Bird, Screaming Hang Glider
- Ultimate Spider-Man (2012) - Electro
- The Heat (2013) - Captain Woods
- Legends of Tomorrow (2018) (televisieserie) Hank Heywood